# 张氏芋参
张氏芋参（学名：Molpadia changi）为芋参科芋参属的动物。在中国大陆，分布于黄海、东海、南海沿岸水域等海域，常见于水深35-90米的泥底。该物种的模式产地在浙江外海。